# لا بيسكيرا (قونكة)
بلدية لا بيسكيرا (بالإسبانية: La Pesquera)‏، هي إحدى بلديات مقاطعة قونكة إحدى مقاطعات إسبانيا، و التي تقع في منطقة قشتالة لا منتشا وسط البلاد, و المائلة لجهة الشرق من إسبانيا.
يبلغ عدد سكانها 254 نسمة وفقاً لإحصائية سنة (2007).